# Hilgerové

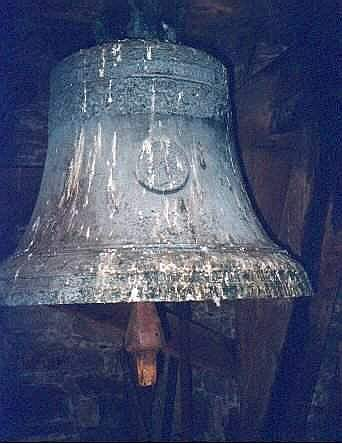
Zvon od Hilgerů. Skorotice, kostel sv. Václava

Hilgerové byl saský zvonařský rod, působící ve Freibergu od poloviny 15. století. Od poloviny 16. století začínají vyrábět své zvony také pro České země, velké množství jejich zvonů se nachází nebo je doloženo v severních Čechách. Jeden člen rodu, Martin Hilger ml., měl nějaký čas dílnu v Praze. Poslední zvony do Českých zemí dodávali kolem roku 1660.

## Varianty jména
Jméno se vyskytuje také v podobách Hillger nebo Hilliger.
Nesmí se zaměňovat se zvonařským rodem Hillerů (působícím v Brně zhruba od roku 1830 do roku 1937), rodem Hilzerů (Vídeňské Nové Město na konci 19. století) a zvonařem Zachariášem Milnerem (Brno, Olomouc kolem roku 1600), jejichž zvony se rovněž v Čechách vyskytují.

## Významní členové rodu
- Wolf Hilger (1511–1576). Zvonař, dílnu převzal po svém otci v roce 1544. V roce 1557 se stal starostou Freibergu.
- Sebastián Hilger (zemřel 1570). Bratr Wolfa, doktor práv.
- Martin Hilger. Zvonař.
- Martin Hilger ml. (zemřel kolem 1615), syn Martina. Zvonař a puškař. V roce 1602 přesídlil za Saska do Prahy, kde převzal dílnu po zvonaři Janu Krištofu Löflerovi. V roce 1603 se stal císařským zvonařem. V roce 1615 zabil ve sporu malíře Ortla a od té doby o něm nejsou zprávy (popraven?).
- Wolf Hilger ml. Zvonař. Zvony s jeho signaturou se vyskytují až do počátku 17. století.
- Gabriel Hilger (1580–1633). Zvonař.
- Zachariáš Hilger (1581–1648). Zvonař, bratr a pomocník Gabriela. V signatuře na zvonu bývají často uvedeni společně.
- Gabriel Hilger ml. Zvonař. Z roku 1657 pochází poslední dosud známý zvon od Hilgerů v Českých zemích.

## Zvony rodu Hilgerů v Česku
| Rok  | Zvonař                     | Obec (okres)                        | Objekt                                                                  | Zdroj                                                                      |
| ---- | -------------------------- | ----------------------------------- | ----------------------------------------------------------------------- | -------------------------------------------------------------------------- |
| 1540 | Wolf Hilger                | Teplice                             | kostel sv. Jana Křtitele                                                | podobnost s jinými zvony                                                   |
| 1548 | Wolf Hilger                | Kostomlaty pod Milešovkou (Teplice) | kostel sv. Vavřince                                                     | signatura na zvonu                                                         |
| 1548 | Wolf Hilger                | Modlany (Teplice)                   | kostel sv. Apolináře                                                    | signatura na zvonu                                                         |
| 1557 | Wolf Hilger                | Čermná (Ústí nad Labem)             | kostel sv. Mikuláše                                                     | sádrový odlitek v Muzeu města Ústí nad Labem                               |
| 1570 | Wolf Hilger                | Havraň (Most)                       | kostel sv. Vavřince                                                     | nápis na zvonu                                                             |
| 1586 | Wolf (II.) Hilger          | Duchcov (Teplice)                   | kostel Zvěstování Panny Marie                                           | SOkA Teplice, fond DÚ Duchcov, pamětní kniha č. 2                          |
| 1587 | Wolf (II.) Hilger          | Hrob (Teplice)                      | kostel sv. Barbory                                                      | signatura na zvonu                                                         |
| 1587 | Wolf (II.) Hilger          | Krásný Studenec (Děčín)             | kostel archanděla Michaela                                              | Pachl                                                                      |
| 1596 | Martin Hilger              | Ústí nad Labem                      | kostel Nanebevzetí Panny Marie                                          | Stumpfe                                                                    |
| 1601 | ? Hilger                   | Krásné Březno (Ústí nad Labem)      | kostel sv. Floriána (2 zvony)                                           | podobnost s jinými zvony                                                   |
| 1602 | Martin Hilger              | Praha                               | katedrála sv. Víta, Václava a Vojtěcha                                  | Soupis památek historických a uměleckých                                   |
| 1604 | Wolf (II.) Hilger          | Ústí nad Labem – Střekov            | kostel Nejsvětější Trojice (pův. v kostele sv. Mikuláše ve Všebořicích) | podobnost s jinými zvony                                                   |
| 1606 | Wolf (II.) Hilger          | Holešice (Most)                     | kostel sv. Mikuláše                                                     | Rybička, s. 76                                                             |
| 1607 | Wolf (II.) Hilger          | Most                                | děkanský kostel Nanebevzetí Panny Marie                                 | nápis na zvonu, uloženém v Oblastním muzeu a galerii v Mostě               |
| 1612 | Martin Hilger              | Chotětov (Mladá Boleslav)           | kostel sv. Prokopa                                                      | Winter, s. 361                                                             |
| 1612 | Martin Hilger              | Křešice (Litoměřice)                | kostel sv. Matouše                                                      | Luksch, s. 63                                                              |
| 1612 | Gabriel a Zachariáš Hilger | Skorotice (Ústí nad Labem)          | kostel sv. Václava                                                      | Medailon na západní straně korpusu (krku) zvonu                            |
| 1612 | Math.(?) Hilger            | Slavětín (Louny)                    | kostel sv. Jakuba Většího                                               | Ohlašovací list pro bronzové zvony (28.12. 1941), NA, fond SPS, karton 689 |
| 1627 | Gabriel a Zachariáš Hilger | Krupka (Teplice)                    | zvonice u kostela Nanebevzetí Panny Marie                               | signatura na zvonu                                                         |
| 1630 | Gabriel Hilger             | Mikulov (Teplice)                   | kostel sv. Mikuláše (2 zvony)                                           | Archiv Národního muzea, Eichlerova sbírka, karton č. 43 – Osek             |
| 1640 | Zachariáš Hilger           | Osek (Teplice)                      | klášterní věž                                                           | signatura na zvonu                                                         |
| 1640 | Zachariáš Hilger           | Hrob (Teplice)                      | kostel sv. Barbory (2 zvony)                                            | Archiv Národního muzea, Eichlerova sbírka, karton č. 43 – Osek             |
| 1650 | Gabriel Hilger             | Duchcov (Teplice)                   | kostel Zvěstování Panny Marie (3 zvony)                                 | SOkA Teplice, fond DÚ Duchcov, pamětní kniha č. 2                          |
| 1651 | Gabriel Hilger             | Mariánské Radčice (Most)            | kostel Panny Marie Bolestné                                             | signatura na zvonu                                                         |
| 1657 | Gabriel Hilger             | Lipá (Litoměřice)                   | zvonice u kostela sv. Bartoloměje                                       | Luksch, s. 75.                                                             |

### Charakteristika zvonů
- Koruna tvořená šesti uchy s vertikálním vystupujícím pásem, jinak nezdobená.
- Hladký, téměř rovný příklop.
- Kolem čepce německý nebo latinský nápis v humanistické majuskuli.
- Zvláštní značka (zpravidla v nápisu kolem čepce) ZC.
- Medailon s rodovým erbem na krku zvonu – medvěd ve skoku, držící v předních tlapách kružítko. Na opisu medailonu drobným písmem jméno zvonaře. Erb byl rodu udělen kolem r. 1520.
- Rodové erby donátorů zvonu na krku.
- Na věnci tři linky těsně u sebe a zesílení lemu.
- Zpravidla poměrně chudá, jednoduchá výzdoba.
- Zvony jsou často bez signatury zvonaře, což znesnadňuje jejich určení.